# 5681-es busz
Az 5681-es jelzésű autóbuszvonal helyközi autóbuszjárat Siklós és Pécs között, melyet a MÁV Személyszállítási Zrt. lát el.

## Közlekedése
A járat Siklóst és Pécset köti össze. Menetideje 2 óra 5 perc. A járat Siklós, Harkány után kisebb településeket érintve éri el Szentlőrincet. Szentlőrinc után a 6-os főúton közlekedik Pécsen Uránvárosig. Uránváros után Esztergár Lajos utcán, Veress Endre utcán keresztül közlekedve jut el a Főpályaudvarig. Végül a Mártírok útját érintve jut el az autóbusz-állomásig.
Munkanapokon egy járat szállítja az utasokat.

## Megállóhelyei
| 0  | Siklós, autóbusz-állomás végállomás     | 1 1131, 1134 5411, 5658, 5661, 5662, 5671, 5672, 5813, 5815, 5816, 5830, 5832, 5833, 5835, 5840, 5854, 5855, 5856, 5857, 6092 |
| 1  | Siklós, Zombori utca                    | 5662, 5671, 5672, 5813, 5815, 5816, 5832, 5835, 5840, 5855, 5856, 5857, 6092 |
| 2  | Siklós, bevásárlóközpont                | 5662, 5671, 5672, 5813, 5815, 5816, 5832, 5835, 5840, 5855, 5856, 5857, 6092 |
| 3  | Harkány, üdülőtelep                     | 5662, 5671, 5672, 5813, 5815, 5816, 5832, 5835, 5840, 5855, 5856, 5857, 6092 |
| 4  | Harkány, autóbusz-állomás               | 1131, 1134 5411, 5662, 5671, 5672, 5813, 5815, 5816, 5832, 5854, 5835, 5840, 5854, 5855, 5856, 5857, 6092 |
| 5  | Harkány, kultúrház                      | 5662, 5671, 5672, 5854, 5855, 5856, 5857 |
| 6  | Harkány, Bartók Béla utca               | 5662, 5671, 5672, 5854, 5855, 5856, 5857 |
| 7  | Harkány (Terehegy), Petőfi utca 78.     | 5671, 5672, 5855 |
| 8  | Harkány (Terehegy), Széchenyi tér       | 5671, 5672, 5855 |
| 9  | Márfa, templom                          | 5671, 5672, 5855 |
| 10 | Diósviszló, rádfalvai elágazás          | 5671, 5672, 5855 |
| 11 | Diósviszló, szőlőhegy                   | 5671, 5672 |
| 12 | Szava, bejárati út                      | 5671, 5672 |
| 13 | Szava, Vaskapupuszta                    | 5663, 5671, 5672, 5673, 5674 |
| 14 | Ócsárd, sportpálya                      | 5671, 5672, 5673, 5674 |
| 15 | Ócsárd, templom                         | 5671, 5672, 5673, 5674 |
| 16 | Kisdér, templom                         | 5672, 5673, 5674 |
| 17 | Kisdér, baromfitelep                    | 5672, 5673, 5674 |
| 18 | Baksa, Rádfai út                        | 5670, 5672, 5673, 5674, 5676, 5677, 5680, 5682 |
| 19 | Baksa, Zrínyi utca                      | 5670, 5672, 5673, 5674, 5676, 5677, 5680, 5682 |
| 20 | Téseny, Rákóczi utca                    | 5672, 5673, 5677, 5682 |
| 21 | Baksa, Zrínyi utca                      | 5670, 5672, 5673, 5674, 5676, 5677, 5680, 5682 |
| 22 | Baksa, Rádfai út                        | 5670, 5672, 5673, 5674, 5676, 5677, 5680, 5682 |
| 23 | Pécsbagota, Szőlőhegy                   | 5680, 5682 |
| 24 | Pécsbagota, Kossuth utca 20             | 5679, 5680, 5682 |
| 25 | Szabadszentkirály, velényi elágazás     | 5679, 5680, 5682 |
| 26 | Velény, forduló                         | 5679, 5680, 5682 |
| 27 | Szabadszentkirály, velényi elágazás     | 5679, 5680, 5682 |
| 28 | Szabadszentkirály, gerdei elágazás      | 5679, 5680, 5682 |
| 29 | Gerde, Varjasi utca                     | 5679, 5680, 5682 |
| 30 | Gerde, forduló                          | 5679, 5680, 5682 |
| 31 | Gerde, Varjasi utca                     | 5679, 5680, 5682 |
| 32 | Szabadszentkirály, gerdei elágazás      | 5679, 5680, 5682 |
| 33 | Szentlőrinc, (Tarcsapuszta) bejárati út | 5679, 5680, 5682, 5683 |
| 34 | Kővágótöttös, Tortyogó                  | 5678, 5679, 5680, 5682, 5683, 5685, 5686, 5689, 5696 |
| 35 | Kővágószőlősi elágazás                  | 5678, 5679, 5680, 5682, 5683, 5685, 5686, 5689, 5696, 5698 |
| 36 | Pécs, II-es rakodó                      | 26, 27Y, 28, 29, 926 5678, 5679, 5680, 5682, 5683, 5685, 5686, 5689, 5696, 5698 |
| 37 | Pécs, Cserkúti csárda                   | 26, 27Y, 28, 29, 926 5678, 5679, 5680, 5682, 5683, 5685, 5686, 5689, 5696, 5698 |
| 38 | Pécs, pellérdi elágazás                 | 26, 27Y, 28, 29, 926 5678, 5679, 5680, 5682, 5683, 5685, 5686, 5689, 5696, 5698 |
| 39 | Pécs, Munkaerőképző központ             | 26, 27Y, 28, 29, 926 5670, 5671, 5672, 5673, 5674, 5676, 5677, 5678, 5679, 5680, 5682, 5683, 5685, 5686, 5689, 5696, 5698 |
| 40 | Pécs, (Patacs) bejárati út              | 25, 25A, 26, 27, 27Y, 28, 29, 926 5670, 5671, 5672, 5673, 5674, 5676, 5677, 5678, 5679, 5680, 5682, 5683, 5685, 5686, 5687, 5689, 5696, 5698 |
| 41 | Pécs, Uránváros autóbusz-állomás        | 1, 2, 2A, 4, 4Y, 21, 21A, 22, 23, 23Y, 24, 25, 25A, 26, 27, 27Y, 28, 28A, 28Y, 29, 102, 102Y, 104, 104A, 104E, 121, 926 1134, 1562, 1569, 1579, 1668, 1673, 1742 5600, 5601, 5602, 5603, 5670, 5671, 5672, 5673, 5674, 5676, 5677, 5678, 5679, 5680, 5682, 5683, 5685, 5686, 5687, 5688, 5689, 5690, 5696, 5698 |
| 42 | Pécs, Mecsek Áruház                     | 1, 2, 2A, 4, 4Y, 21, 21A, 22, 23, 23Y, 24, 102, 102Y, 104, 104A, 104E, 104Y, 121 5600, 5601, 5602, 5603, 5670, 5671, 5672, 5673, 5674, 5676, 5677, 5678, 5679, 5680, 5682, 5683, 5685, 5686, 5689, 5696, 5698 |
| 43 | Pécs, Megyeri út                        | 4, 4Y, 104, 104A, 104E, 104Y 5600, 5601, 5602, 5603, 5670, 5671, 5672, 5673, 5674, 5676, 5677, 5678, 5679, 5680, 5682, 5683, 5685, 5686, 5696, 5698 |
| 44 | Pécs, Főpályaudvar                      | 3, 3E, 4, 4Y, 6, 6E, 7, 7Y, 8, 13, 13E, 13Y, 14, 14Y, 15, 15A, 20, 30, 31, 32, 32Y, 33, 34, 34Y, 35, 35Y, 36, 37, 38, 38Y, 39, 40, 41, 41E, 41Y, 42, 42Y, 43, 44, 46, 47, 73, 73Y, 104, 104A, 104E, 104Y, 130, 130A, 140, 913, 932, 940, 973 5660, 5661, 5662, 5670, 5671, 5672, 5673, 5674, 5676, 5677, 5678, 5679, 5680, 5682, 5683, 5685, 5686, 5688, 5689, 5696, 5698 személyvonat, Fenyves sebesvonat, Helikon InterRégió, Pannónia InterRégió, Mecsek InterCity |
| 45 | Pécs, autóbusz-állomás végállomás       | 3, 3E, 4, 4Y, 6, 6E, 7, 7Y, 8, 13, 13E, 15, 20, 21, 21A, 22, 23, 23Y, 24, 30, 30Y, 31, 32, 32Y, 34Y, 35Y, 40, 41, 41Y, 41E, 42, 42Y, 43, 46, 60, 60A, 60Y, 73, 73Y, 103, 107E, 109E, 121, 130, 130A, 973 1134, 1486, 1503, 1504, 1524, 1535, 1562, 1564, 1566, 1568, 1569, 1577, 1578, 1579, 1641, 1665, 1668, 1673, 1707, 1740, 1742, 1843 5600, 5601, 5602, 5603, 5605, 5606, 5608, 5610, 5611, 5620, 5621, 5622, 5623, 5624, 5625, 5626, 5627, 5628, 5630, 5631, 5634, 5635, 5636, 5637, 5638, 5639, 5640, 5642, 5643, 5645, 5646, 5647, 5650, 5655, 5656, 5658, 5660, 5661, 5662, 5663, 5666, 5667, 5668, 5670, 5671, 5672, 5673, 5674, 5676, 5677, 5678, 5679, 5680, 5682, 5683, 5685, 5686, 5687, 5688, 5689, 5690, 5696, 5698, 5856, 5857 |